# Austrocarabodes agressor
Austrocarabodes agressor är en kvalsterart som beskrevs av Balogh och Sandór Mahunka 1978. Austrocarabodes agressor ingår i släktet Austrocarabodes och familjen Carabodidae. Inga underarter finns listade.